# Östra Tollstads församling

Vapen

Östra Tollstads församling är en församling i Linköpings stift inom Svenska kyrkan. Församlingen ingår i Folkungabygdens pastorat i Vätterbygdens kontrakt och ligger i Mjölby kommun i Östergötlands län. 
Församlingskyrka är Östra Tollstads kyrka.

## Administrativ historik
Församlingen har medeltida ursprung under namnet Tollstads församling, för att få nuvarande namn åtminstone från omkring 1750. 
Församlingen var till 1962 moderförsamling i pastoratet Östra Tollstad och Sya. Från 1962 var församlingen annexförsamling i pastoratet Västra Harg, Östra Tollstad och Sya. Från 2002 till 2014 var församlingen annexförsamling i Vifolka pastorat. Från 2014 ingår församlingen i Folkungabygdens pastorat.

## Kyrkoherdar
Församlingen har haft följande: 
| Ämbetstid | Namn                          | Levnadstid | Övrigt                                |
| --------- | ----------------------------- | ---------- | ------------------------------------- |
| 1315      | Paulus                        |            | Curatus.                              |
| 1377      | Hindrick                      |            |                                       |
| 1444      | Anundus                       |            | Curatus.                              |
| 1471      | Johannes                      |            | Curatus.                              |
| 1517      | Erlandus                      |            |                                       |
| 1527      | Andreas Laurentii             |            |                                       |
| 1532      | Laurentius Johannis           |            |                                       |
| 1562-1565 | Johannes                      | -1565      |                                       |
| 1568-1595 | Henricus Canuti               | -1607      | Avsatt 1595.                          |
| 1595      | Oluf                          |            |                                       |
| 1601-1620 | Ericus Othonis                | -1636      |                                       |
| 1620-1622 | Petrus Erici Wadstenensis     | -1622      |                                       |
| 1622-1633 | Petrus Ingevaldi Tornevallius | -1633      |                                       |
| 1634-1672 | Ericus Laurentii Brask        | 1592-1672  | Kyrkoherde och kontraktsprost.        |
| 1673-1678 | Jonas Laurentii Lundius       | 1620-1678  |                                       |
| 1680-1699 | Ericus Nicolai Harlinus       | 1639-1699  |                                       |
| 1701-1721 | Jonas Caroli Könsberg         | 1659-1721  |                                       |
| 1722-1729 | Benedictus Lidbergius         | 1688-1729  |                                       |
| 1730-1740 | Andreas Aurelius              | 1664-1740  |                                       |
| 1741-1757 | Jonas Montelin                | 1685-1757  |                                       |
| 1759-1797 | Elisæus Horrnér               | 1715-1797  |                                       |
| 1798-1816 | Pehr Blohm                    | 1748-1816  |                                       |
| 1817-1840 | Magnus Rydberger              | 1766-1840  |                                       |
| 1841-1857 | Per Conrad Arosenius          | 1798-1857  |                                       |
| 1858-1863 | Carl Peter Hägerström         | 1798-1863  |                                       |
| 1864-1877 | Carl Peter Lagergren          | 1799-1877  |                                       |
| 1879-1883 | Jon Julin                     | 1832–1919  | Senare kyrkoherde i Ekeby församling. |
| 1883-1892 | Anders Fredrik Melin          | 1828-1901  |                                       |
| 1902-1914 | Karl Samuel Sandberg          | 1844-1914  |                                       |
| 1915-1939 | Frans Brunius                 | 1866-1953  | Kyrkoherde och kontraktsprost.        |

## Klockare och organister
Församlingen har haft följande:
| Ämbetstid | Namn                 | Levnadstid | Kommentarer |
| --------- | -------------------- | ---------- | ----------- |
| 1717-1718 | Jöns                 |            | Klockare    |
| 1721-1722 | Nils                 |            | Klockare    |
| 1734-1758 | Nils Persson         | -1754      | Klockare    |
| 1759-1771 | Anders Zetterberg    | -1771      | Klockare    |
| -1783     | Håkan Nilsson Tollin | 1747-      | Klockare    |
| 1785-1798 | Anders Sandberg      | 1763-1798  | Klockare    |
| 1806-1818 | Nils Sandberg        | 1783-1818  | Klockare    |
| 1818-1848 | Jacob Juhlander      | 1781-1848  | Klockare    |
| 1848-1881 | Jonas Magnus Årsén   | 1825-1915  |             |
| -1905     | Karl Johan Wirén     | 1853-1905  |             |
| 1905-1946 | Gunnar Engberg       | 1884-1959  |             |
| -1984     | Bengt Nilsson        | 1919-1999  |             |